# 1823 ve fotografii
Tento článek obsahuje významné fotografické události v roce 1823.

## Narození v roce 1823
- 28. ledna – Bruno Braquehais, francouzský fotograf († 13. února 1875)
- 7. února – George Washington Wilson, skotský královský dvorní fotograf († 9. března 1893)
- 26. února – Louise Thomsenová, průkopnická dánská fotografka († 16. června 1907)
- 24. března – Rendžó Šimooka, japonský fotograf († 3. března 1914)
- 1. července – Friedrich Brandt, německý fotograf († 3. června 1891)
- 12. července – Alexander Hessler, americký fotograf († 5. července 1895)
- 3. října – Frederik Klem, norský fotograf dánského původu († 1. ledna 1895)
- 6. října – Hendrik Veen, nizozemský fotograf aktivní v Nizozemské východní Indii († 14. března 1905)
- 11. prosince – Charles Fredricks, americký portrétní fotograf († 25. května 1894)
- ? – Mathias Hansen, švédský dvorní fotograf († 1905)
- ? – Carlo Ponti, italský fotograf a optik († 1893)
- ? – Emil Rabending, rakousko-uherský fotograf († 1886)
- ? – Pascal Sébah, turecký fotograf († 15. června 1886)
- ? – John Watkins, anglický fotograf († 1874)
- ? – Rjú Šimaová, japonská umělkyně a průkopnice fotografie († 1900)
- ? – Luigi Ricci, italský fotograf († ?)
- ? – Lina Bahrová, norská fotografka, v letech 1864-1868 vedla spolu s Dorotheou Arentzovou fotografickou společnost Arentz & Bahr ve Stavangeru (30. listopadu 1823 – 9. února 1898)